# Leon O. Morgan
Leon Owen „Tom“ Morgan (* 25. Oktober 1919 in Oklahoma City; † 29. Juli 2002 in Austin, Texas) war ein US-amerikanischer Chemiker und ein Mitentdecker von Americium.
Morgan studierte an der University of Oklahoma mit dem Bachelor-Abschluss 1941 und der University of Texas at Austin mit dem Master-Abschluss 1942. Im Zweiten Weltkrieg arbeitete er unter Glenn T. Seaborg an Plutonium-Chemie im Manhattan Project in Chicago. Nachdem genügend Plutonium zur Verfügung stand, arbeitete er 1944 unter Seaborg an der Entdeckung von Transuranen durch Bestrahlung von Plutonium am Zyklotron in Berkeley. Mit Albert Ghiorso, Seaborg und Ralph A. James gelang ihm die Entdeckung von Americium. 1947 wurde er in Berkeley bei Seaborg promoviert und war danach Professor an der University of Texas in Austin. 1993 emeritierte er. Er war auch Berater am Los Alamos National Laboratory.
Neben Kernchemie forschte er ab den 1950er Jahren auch auf dem Gebiet der Kernspinresonanz.
Leon Owen Morgan verstarb am 29. Juli 2002 im Alter von 82 Jahren in Austin, Texas.